# 毛里西奧·奧利瓦
毛里西奧·奧利瓦（西班牙語：Mauricio Oliva Herrera；1951年3月8日—）是宏都拉斯的外科醫師與政治人物，屬宏都拉斯國民黨籍，曾任洪都拉斯国民议会喬盧特卡省選區的議員，並於2014年至2022年擔任洪都拉斯国民议会議長，為1982年以來首位獲連任的宏都拉斯國民議會議長。
2021年，奧利瓦參加宏都拉斯國民黨的總統初選，最終不敵納斯里·阿斯富拉，未能代表國民黨參選總統。

## 早年生活
毛里西奧·奧利瓦於1951年出生於宏都拉斯特古西加尔巴，1978年自洪都拉斯國立自治大學獲醫學士學位，1983年完成外科醫師訓練。